# Запис орах код дома (Појате)
Запис орах код дома (Појате) се налази на парцели чији је власник Општина Ћићевац.

## Локација
| Општина             | Ћићевац                                                                     |
| Катастарска општина | Појате                                                                      |
| Потес               | Село                                                                        |
| Координате          | 43° 44′ 27″ С; 21° 27′ 18″ И / 43.740900000000003° С; 21.454899999999999° И |
| Надморска висина    | m                                                                           |

## Карактеристике
Дендрометријске вредности утврђене на терену и сателитским снимцима:
| Стабло                     | Орах |
| Висина стабла              | m    |
| Обим дебла                 | m    |
| Пречник крошње             | 7m   |
| Пречник дебла              | m    |
| Висина дебла до прве гране | m    |

## База записа
Запис је у оквиру Викимедија пројекта "Запис - Свето дрво" заведен под редним бројем 0531.